# Acheritou
Acheritou (griego: Αχερίτου; turco: Güvercinlik) es un pueblo en la isla de Chipre, situado en el sur de la llanura de Mesaoria, justo al oeste de Agios Nikolaos (parte de la zona de la Base Soberana de Dekelia) y 11 km al oeste de la ciudad de Famagusta.
Aunque el pueblo fue mayormente habitado por grecochipriotas, desde el imperio otomano tuvo el nombre turco de Güvercinlik, que significa "palomar".
El censo turcochipriota de 2006 estimó la población en 887 habitantes. La mayoría son personas procedentes de Turquía (principalmente de las provincias de Adana, Kahramanmaras y Osmaniye) que llegaron a la isla en 1976.